# Шереметева, Варвара Алексеевна
Графиня Варвара Алексеевна Шереметева (урождённая княжна Черкасская; 11 [22] сентября 1711 — 2 [13] октября 1767) — статс-дама Русского Императорского двора.

## Биография
Варвара Черкасская родилась 11 (22) сентября 1711 года в Тобольске. Единственная дочь князя Алексея Михайловича Черкасского, от второго брака его с княжной Марией Юрьевной Трубецкой

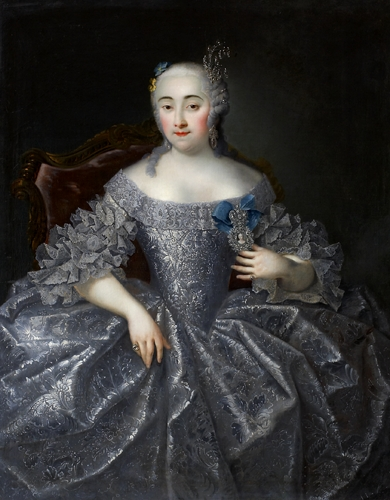
Графиня Шереметева. Художник-Георг Гроот

По вступлении Анны Иоанновны на престол, Черкасская, за заслуги отца, получила дозволение носить локоны (преимущество фрейлин), хотя и не была фрейлиной. 
Императрица Елизавета Петровна, вскоре по вступлении на престол, в 1741 году пожаловала ее в камер-фрейлины и подарила ей свой портрет. В этом звании, в феврале 1742 года, Варвара Алексеевна Черкасская сопровождала императрицу в Москву для коронования и присутствовала на самой церемонии. 
Варвара Алексеевна считалась самой богатой невестой в Российской империи, и с 1730 года за её руку началась борьба.  
Она была сперва сосватана за бывшего камердинера и фаворита Екатерины I- Рейнгольда Густава Левенвольде. Будучи другом Бирона, он рассчитывал с его помощью и под патронажем Анны Иоанновны заполучить самую богатую невесту России. Но его связь с Натальей Фёдоровной Лопухиной была известна при дворе, да и его фривольное поведение не способствовало тому, чтобы преодолеть семейные интересы Черкасских, поэтому вопрос о помолвке всё время откладывался. 
Затем шли переговоры о замужестве с известным сатириком и князем- Антиохом Дмитриевичем Кантемиром. Он был другом и соратником отца Варвары Алексеевны, именно эта дружба очевидно и давала ему веские основания в надежде на выгодный брак. Антиох читал княжне свои стихи и переводы, у него она почерпнула познания о театре и драматургии. Однако против этого союза решительно выступила мать невесты, а отец, желая, чтобы дочка продолжила образование, и боясь возбудить против себя неудовольствие при дворе, не высказывался. Упорное молчание Черкасского и долгое пребывание Антиоха за границей стали преградой к его браку с княжной Варварой, преодолеть которую никто не мог.  
А вскоре в жизни княжны появился человек, покончивший с её образом вечной невесты. Графа Петра Борисовича Шереметева много лет назад прочили в женихи Варваре Алексеевне. Юная Варенька часто наведывалась в Кусково к своей подруге Наталье, сестре Шереметева, там и возникла влюбленность между ней и Петром. Но Наталья Борисовна, как жена князя Ивана Долгорукова, вместе со всем опальным семейством после смерти Петра II отправилась в ссылку в Берёзов, по приказу императрицы Анны Иоанновны. Алексей Михайлович не желал и слушать о браке дочери и Петра Шереметева, состоящего в родстве с Долгорукими. Но 4(15) ноября 1742 года умирает канцлер Черкасский, а 28 января 1743 года Варвара Алексеевна Черкасская выходит замуж, с приданым в 26 поместий (в том числе Останкинская усадьба с прилегающими поселениями, усадьба Вороницкая и т. д.) и 70000 душ крестьян, за графа Шереметева, причем была пожалована в статс-дамы Императорского двора. 
Варвара Алексеевна Шереметева скончалась 2 (13) октября 1767 года и была погребена в Новоспасском монастыре в Москве.